# Ucieczka na srebrny glob
Ucieczka na srebrny glob is een Poolse documentairefilm uit 2021 die de uitdagende productie van de sciencefictionfilm Na srebrnym globie van regisseur Andrzej Żuławski in de jaren zeventig belicht. De documentaire ontving de publieksprijs op het Imagine Film Festival in Amsterdam.